# Charles Keating (ator)
Charles Keating (Londres, 22 de outubro de 1941 - Weston, 8 de agosto de 2014) foi um ator inglês. Ele ganhou um prêmio Daytime Emmy por seu papel na novela Another World.

## Biografia
Nascido em Londres, capital da Inglaterra, Keating se apresentou com a Royal Shakespeare Company e apareceu em programas de televisão no Reino Unido, incluindo Brideshead Revisited e Crown Court. Também trabalhou em novelas como As the World Turns e All My Children. Em 1986, foi indicado ao Tony Award por seu trabalho na remontagem de Loot na Broadway ao lado de Zoë Wanamaker.
Sua carreira também o levou aos cinemas com papéis em O Guarda-Costas, Tempo de Despertar e Thomas Crown - A Arte do Crime. O último papel de Keating no cinema foi em 2015, quando ele apareceu no longa-metragem Angelica dirigido por Mitchell Lichtenstein.

## Filmografia

### Cinema
| Ano  | Filme                          | Personagem        | Notas                |
| ---- | ------------------------------ | ----------------- | -------------------- |
| 1978 | Thank You, Comrades            | Stálin            | Filme para televisão |
| 1979 | Charlie Muffin                 | Keys              | Filme para televisão |
| 1983 | The Rocking Horse Winner       | Oscar             | Curta-metragem       |
| 1983 | Funny Money                    | Ferguson          |                      |
| 1984 | A Talent for Murder            | Lawrence McClain  | Filme para televisão |
| 1990 | Awakenings                     | Mr. Kean          |                      |
| 1992 | O Guarda-Costas                | Klingman          |                      |
| 1999 | The Thomas Crown Affair        | Friedrich Golchan |                      |
| 1999 | Harlem Aria                    | Professor         |                      |
| 2005 | Deuce Bigalow: European Gigolo | Gian-Carlo        |                      |
| 2015 | Angelica                       | Dr. Miles         |                      |

### Televisão
| Ano         | Título                           | Personagem                       | Notas                                      |
| ----------- | -------------------------------- | -------------------------------- | ------------------------------------------ |
| 1972 - 1979 | Crown Court                      | James Elliot QC                  | 54 episódios                               |
| 1975        | Private Affairs                  | Ernest Hemingway                 | Episódio: "A Dream of Living"              |
| 1976        | Life and Death of Penelope       | Nigel Priestman                  | 4 episódios                                |
| 1976        | BBC2 Playhouse                   | Dr. Delane/Joe                   | 2 episódios                                |
| 1977        | Supernatural                     | Andras                           | Minissérie                                 |
| 1978        | The Professionals                | Sammy                            | Episódio: "Everest Was Also Conquered"     |
| 1978        | Do You Remember?                 | Russell Graham                   | Episódio: "The English Climate"            |
| 1978        | Edward & Mrs. Simpson            | Ernest Simpson                   | 4 episódios                                |
| 1978        | The BBC Television Shakespeare   | Duque de Aumerle                 | Episódio: "King Richard the Second"        |
| 1981        | Cribb                            | Devlin                           | Episódio: "Invitation to a Dynamite Party" |
| 1981        | Memórias de Brideshead           | Rex Mottram                      | Minissérie                                 |
| 1982        | Janet and Company                |                                  | Episódio: "2X4"                            |
| 1982        | Month of the Doctors             | Dr. John Frame                   | Minissérie                                 |
| 1982        | Strangers                        | Andy Stimmer                     | Episódio: "A Swift and Evil Rozzer"        |
| 1982        | BBC Play of the Month            | Hetman                           | Episódio: "The White Guard"                |
| 1983 - 1999 | Another World                    | Carl Hutchins                    | 200 episódios                              |
| 1983        | Tales of the Unexpected          | Peter Madison                    | Episódio: "A Passing Opportunity"          |
| 1985        | Hotel                            | Llewelyn Forbes                  | Episódio: "Second Offense"                 |
| 1986        | Fresno                           | Charles                          | Minissérie                                 |
| 1987        | Miami Vice                       | Marty Glickberg                  | Episódio: "Everybody's in Show Biz"        |
| 1987        | CBS Summer Playhouse             | John J. Stewart                  | Episódio: "Infiltrator"                    |
| 1987        | All My Children                  | Damon Lazarre                    | Episódio de 18 de dezembro de 1987         |
| 1987 - 1988 | The Equalizer                    | Vincent Brennard/Kenneth Whitten | 2 episódios                                |
| 1989        | As the World Turns               | Niles Mason                      | 9 episódios                                |
| 1992 - 1993 | Going to Extremes                | Dr. Jack Van De Weghe            | 17 episódios                               |
| 1998        | Sex and the City                 | Neville Morgan                   | Episódio: "The Power of Female Sex"        |
| 1999        | Hercules: The Legendary Journeys | Zeus                             | Episódio: "Full Circle"                    |
| 2000        | Xena: Warrior Princess           | Zeus                             | Episódio: "God Fearing Child"              |
| 2000        | Providence                       | St. Peter                        | Episódio: "Paradise Inn"                   |
| 2001        | Port Charles                     | James Richfield                  | 18 episódios                               |

## Morte
Charles Keating morreu vítima de um câncer de pulmão aos 72 anos em 8 de agosto de 2014 em Weston, Connecticut. Ele deixou sua esposa, Mary, e os dois filhos do casal.